# ناحیه کهرمنگ
ناحیه کهرمنگ (به انگلیسی: Kharmang District) یکی از ناحیه‌های پاکستان در پاکستان است که در گلگت-بلتستان واقع شده‌است. ناحیه کهرمنگ ۷٬۹۰۹ کیلومتر مربع مساحت دارد.